# Liste der Mitglieder des Zweiten Vereinigten Landtages der Rheinprovinz
Diese Liste nennt die Mitglieder des Zweiten Vereinigten Landtages aus der Rheinprovinz 1847.

## Hintergrund
Formal war der Vereinigte Landtag ein gemeinsames Zusammenkommen der Provinziallandtage Preußens. Entsprechend setzte sich die Gruppe der Abgeordneten aus der Rheinprovinz so zusammen, wie der Provinziallandtag der Rheinprovinz.

## Liste der Abgeordneten
| Kurie                                | Abgeordneter                                                       | Anmerkung                                   |
| ------------------------------------ | ------------------------------------------------------------------ | ------------------------------------------- |
| Stand der Fürsten, Grafen und Herren | Fürst Ferdinand zu Solms-Braunfels                                 | Braunfels                                   |
| Stand der Fürsten, Grafen und Herren | Fürst Ludwig zu Solms-Hohensolms-Lich                              | Lich                                        |
| Stand der Fürsten, Grafen und Herren | Fürst Hermann zu Wied                                              | Neuwied                                     |
| Stand der Fürsten, Grafen und Herren | Graf Edmund von Hatzfeldt                                          | Wildenburg                                  |
| Stand der Fürsten, Grafen und Herren | Fürst Joseph zu Salm-Reifferscheidt-Dyck                           | Dyk bei Neuss                               |
| Ritterschaft                         | Ludwig zu Solms-Hohensolms-Lich                                    | Provinziallandtagspräsident, Lich           |
| Ritterschaft                         | Graf Franz Egon von Fürstenberg-Stammheim                          | Stammheim                                   |
| Ritterschaft                         | Eberhard von Mylius                                                | Staatsprokurator, Cleve                     |
| Ritterschaft                         | Wilhelm von Schadow                                                | Direktor der Akademie, Düsseldorf           |
| Ritterschaft                         | Freiherr Carl von Nordeck                                          | Hemmerich                                   |
| Ritterschaft                         | Wilhelm von Steffens                                               | Oberforstmeister, Aachen                    |
| Ritterschaft                         | Graf Franz Egon von Hoensbroech                                    | Rittergutsbesitzer, Haus Haag               |
| Ritterschaft                         | Graf Maximilian August von Loë                                     | Wissen                                      |
| Ritterschaft                         | Clemens Wenzelslaus Freier und Edler Herr von und zu Eltz-Rübenach | Wahn                                        |
| Ritterschaft                         | Freiherr Clemens August Waldbott von Bassenheim-Bornheim           | Provinzial-Feuer-Societätsdirektor, Koblenz |
| Ritterschaft                         | Friedrich Joseph Coels von der Brügghen                            | Landrat, Aachen                             |
| Ritterschaft                         | Friedrich Christian Freiherr von Neukirchen gen. von Nyvenheim     | Caldenhausen                                |
| Ritterschaft                         | Peter von Rath                                                     | Lauersdorst                                 |
| Ritterschaft                         | Freiherr Maria Franz Carl Joseph von Wüllenweber                   | Millendonk                                  |
| Ritterschaft                         | Graf Hermann von Hompesch-Rurich                                   | Schloss Rurich                              |
| Ritterschaft                         | Everhard von Hymmen                                                | Geheimer Regierungs- und Landrat, Bonn      |
| Ritterschaft                         | Friedrich von Diergardt                                            | Geheimer Kommerzienrat, Viersen             |
| Ritterschaft                         | Freiherr Friedrich von der Heyden-Rynsch                           | Winkel                                      |
| Ritterschaft                         | Freiherr Richard von Vorst-Gudenau                                 | Landrat, Grevenbroich                       |
| Ritterschaft                         | Franz Anton Josten                                                 | Rittergutsbesitzer zu Neuß                  |
| Ritterschaft                         | Karl Christian Theodor von Haeften                                 | Rittergutsbesitzer zu Xanten                |
| Ritterschaft                         | Joseph von Bianco                                                  | Rittergutsbesitzer zu Köln                  |
| Ritterschaft                         | Graf August von Spee                                               | Rittergutsbesitzer zu Düsseldorf            |
| Ritterschaft                         | Hermann Joseph Simons                                              | Landrat, Köln                               |
| Städte                               | Joseph van Gülpen                                                  | Aachen                                      |
| Städte                               | Philipp Jakob Kaspers                                              | Kaufmann, Koblenz                           |
| Städte                               | Peter Ludwig Mohr                                                  | Stadtrat, Trier                             |
| Städte                               | Friedrich von Eynern                                               | Kaufmann, Barmen                            |
| Städte                               | Hermann von Beckerath                                              | Bankier, Krefeld                            |
| Städte                               | Karl August Dahmen                                                 | Gutsbesitzer, Ahrweiler                     |
| Städte                               | Clemens Jacob Reichard                                             | Fabrikbesitzer, Neuwied                     |
| Städte                               | Ludwig Heinrich Röchling                                           | Großhändler, St. Johann                     |
| Städte                               | Anton Wilhelm Hüffer                                               | Kommerzienrat, Eupen                        |
| Städte                               | Leopold Schoeller                                                  | Kommerzienrat, Düren                        |
| Städte                               | Maximilian Flemming                                                | Kaufmann, Geilenkirchen                     |
| Städte                               | Biesing                                                            | Gutsbesitzer, Bonn                          |
| Städte                               | Budde                                                              | Bürgermeister, Neustadt                     |
| Städte                               | Julius Scheid                                                      | Kaufmann, Kettwig                           |
| Städte                               | Bernhard Müller                                                    | Kaufmann, Wesel                             |
| Städte                               | Gustav von Mevissen                                                | Kaufmann, Dulken                            |
| Städte                               | Gottfried Kirberg                                                  | Handelskammerpräsident, Kirberg             |
| Städte                               | Gottlieb Kyllmann                                                  | Kaufmann, Weyer                             |
| Städte                               | Heinrich Neunerdt                                                  | Apotheker, Mettmann                         |
| Städte                               | Neuhaus                                                            | Kaufmann, Kreuznach                         |
| Städte                               | Kühldorf                                                           | Direktor, Düsseldorf                        |
| Städte                               | Wilhelm Boeddinghaus                                               | Kommerzienrat, Elberfeld                    |
| Landgemeinden                        | Balthasar Beemelmanns                                              | Bürgermeister, Prümmern                     |
| Landgemeinden                        | Nicolaus Jörissen                                                  | Steuereinnehmer, Millen                     |
| Landgemeinden                        | Nicolas Adolphe de Galhau                                          | Gutsbesitzer, Wallerfangen                  |
| Landgemeinden                        | Johann Baptist Grach                                               | Gutsbesitzer, Zeltingen                     |
| Landgemeinden                        | Matthias Josef Raffauf                                             | Gutsbesitzer, Wolken                        |
| Landgemeinden                        | Mathias Peter Rech                                                 | Steuereinnehmer, Langenlonsheim             |
| Landgemeinden                        | Lang                                                               | Schultheiß, Hörnsheim                       |
| Landgemeinden                        | Karl Zunderer                                                      | Gutsbesitzer, Kleeburg                      |
| Landgemeinden                        | Christian Gruhn                                                    | Gutsbesitzer, Gemünden                      |
| Landgemeinden                        | Johann Leopold Schult                                              | Bürgermeister, Glessen                      |
| Landgemeinden                        | Martin Fasbinder                                                   | Gutsbesitzer, Dünwald                       |
| Landgemeinden                        | Gisbert Lensing                                                    | Ökonomicus und Gutsbesitzer, Emmerich       |
| Landgemeinden                        | Maximilian August von Loë                                          | Gutsbesitzer, Uedem                         |
| Landgemeinden                        | August Uellenberg                                                  | Gutsbesitzer, Niederheidt                   |
| Landgemeinden                        | Rombei                                                             | Gutsbesitzer, Louisenburg                   |
| Landgemeinden                        | Karl Vopelius                                                      | Gutsbesitzer, Saarbrücken                   |
| Landgemeinden                        | Franz Anton Hubert Krosch                                          | Bürgermeister, Beltenhoven                  |
| Landgemeinden                        | Hermann Josef Claesen                                              | Bürgermeister, Gangelt                      |
| Landgemeinden                        | Johann Anton Henrich Compes                                        | Bürgermeister, Neuwerk                      |
| Landgemeinden                        | Ludwig Florentin Balthasar Max Julius von Büllingen                | Gutsbesitzer, Vorst                         |
| Landgemeinden                        | Pütz                                                               | Gutsbesitzer, Meurs                         |